# Karin Krog
Karin Krog (nacida el 15 de mayo de 1937) es una cantante de jazz noruega.

## Vida y carrera

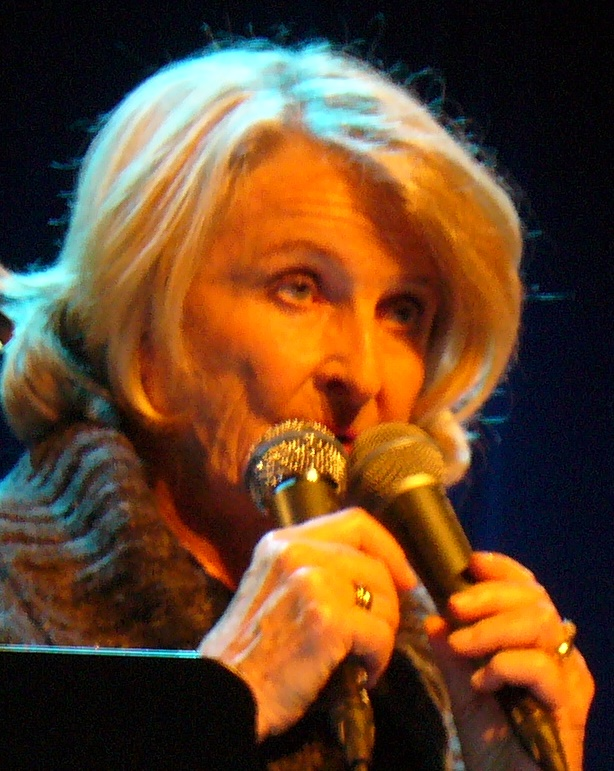
Krog con la Bergen Big Band 2014.

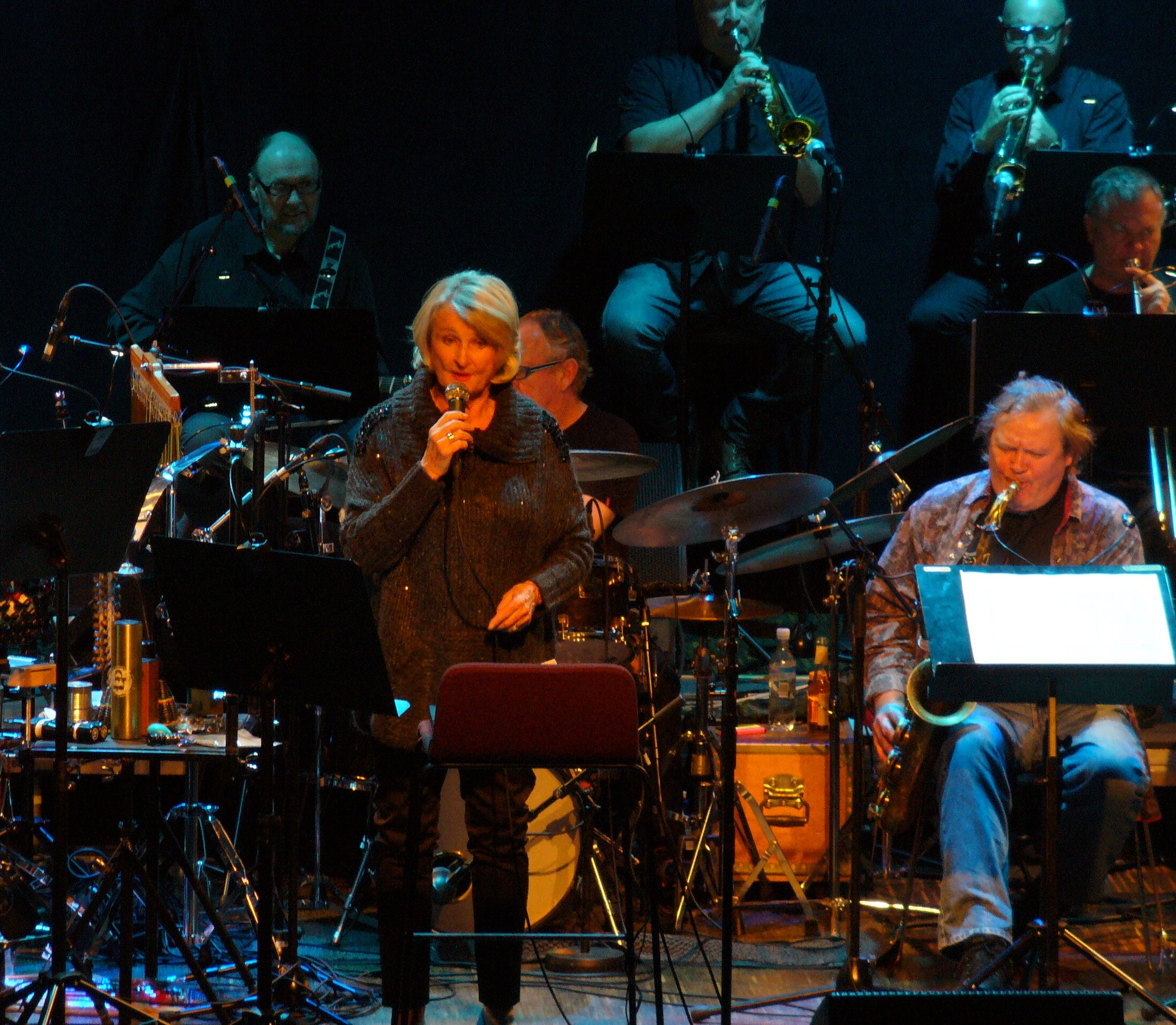
Krog con Bergen Big Band en 2014.

Krog comenzó a cantar jazz cuando era adolescente y llamó la atención mientras actuaba en sesiones improvisadas en Oslo. En 1955 fue contratada por el pianista Kjell Karlsen para cantar en su sexteto. En 1962 fundó su primera banda y ese mismo año se convirtió en alumna de la cantante noruega-estadounidense Anne Brown. Krog estudió con Brown hasta 1969. En la década de 1960, actuó con la banda de ritmo y blues Public Enemies, lanzando los exitosos sencillos «Sunny» y «Watermelon Man». 
Ha trabajado con Vigleik Storaas, Jacob Young, Terje Rypdal, Arild Andersen, Jan Garbarek, Dexter Gordon, Kenny Drew, Don Ellis, Steve Kuhn, Archie Shepp, Paul Bley, John Surman, Niels-Henning Ørsted Pedersen, Red Mitchell y Bengt Hallberg. En 1994, se convirtió en la primera música noruega en publicar un álbum con Verve Records. El álbum Jubilee fue una recopilación de canciones de sus treinta años de carrera.

## Vida privada
Krog es bisnieta de Anders Heyerdahl (1832-1918), compositor, músico, genealogista, folclorista e historiador local noruego. Estuvo casada (1957-2001) con el periodista de jazz Johannes (Johs.) Bergh (1932-2001). Su socio desde hace mucho tiempo es el multiinstrumentista de jazz británico John Surman.

## Premios y honores
- 1965 - Buddyprisen, Foro de Jazz de Noruega[2]
- Ganadores de la encuesta DownBeat de 1969 en Berlín[2]
- Ganadores de la encuesta europea de 1970 en Osaka[2]
- 1971 - Grabación del año, Some Other Spring con Dexter Gordon, Japón
- 1974 - Spellemannprisen, Grammy noruego llamado Åretspellemann[2]
- 1975 - Cantante femenina del año, Federación Europea de Jazz[2]
- 1981 - Premio al Artista del Consejo de Oslo[2]
- 1983 - Prisión de Gammleng[2]
- 1999 - Premio en memoria de Radka Toneff
- 1999 - Spellemannprisen, Bluesand con John Surman
- 2005 - Nombrado Caballero, Real Orden Noruega de San Olavz[2]
- 2007 - Premio Cultural Anders Jahre[2]
- 2008 - Ellaprisen[2] [3]
- 2012 - Spellemannprisen, premio honorífico
- 2013 - Spellemannprisen, Canciones sobre esto y aquello con John Surman

## Discografía

### Como líder
- By Myself (Philips, 1964)
- Jazz Moments (Sonet, 1966)
- Joy (Sonet, 1968)
- Some Other Spring with Dexter Gordon (Sonet, 1970)
- Live at the Festival (Enja, 1973)
- Gershwin with Karin Krog (Polydor, 1974)
- You Must Believe in Spring (Polydor, 1974)
- We Could Be Flying (Polydor, 1975)
- Hi-Fly with Archie Shepp (Compendium, 1976)
- Different Days Different Ways (Philips, 1976)
- A Song for You with Bengt Hallberg (Phontastic, 1977)
- But Three's a Crowd with Red Mitchell (Bluebell of Sweden, 1977)
- As You Are with Nils Landberg (RCA Victor, 1977)
- Cloud Line Blue with John Surman (Polydor, 1979)
- Swingin' Arrival (Talent, 1980)
- With Malice Towards None with Nils Landberg (Bluebell of Sweden, 1980)
- I Remember You... with Warne Marsh and Red Mitchell (Spotlite, 1981)
- Two of a Kind with Bengt Hallberg (Four Leaf Clover, 1982)
- Freestyle (Odin, 1986)
- Something Borrowed...Something New (Meantime, 1989)
- Nordic Quartet with Terje Rypdal, John Surman, (ECM, 1995)
- Det Var En Gang (NorDisc, 1995)
- Bluesand with John Surman (Meantime, 1999)
- Where Flamingos Fly with Jacob Young (Grappa, 2002)
- Where You At? (Enja, 2003)
- Together Again with Steve Kuhn (Grappa, 2006)
- Wildenvey I Ord Og Toner (Grappa, 2007)
- Such Winters of Memory with John Surman, Pierre Favre (ECM, 2008)
- Oslo Calling (Meantime, 2008)
- Folkways (Meantime, 2010)[7]
- Cabin in the Sky with Bengt Hallberg (Gazell, 2011)
- In a Rag Bag with Morten Gunnar Larsen (Meantime, 2012)
- New York Moments with Steve Kuhn (Enja, 2013)
- Songs About This and That with John Surman (Meantime, 2013)
- Break of Day with Steve Kuhn (Meantime, 2014)
- The Best Things in Life with Scott Hamilton (Stunt, 2016)
- Infinite Paths with John Surman (Meantime, 2016)

### Como invitado
- Bergen Big Band, Seagull (Grappa, 2005)
- Tore Johansen, Man, Woman, and Child (Gemini, 2000)
- Tore Johansen, Like That (Gemini, 2005)